# Campagne-lès-Guines
Pour les articles homonymes, voir Campagne (homonymie).
Campagne-lès-Guines est une commune française située dans le département du Pas-de-Calais en région Hauts-de-France. Ses habitants sont appelés les Campagnards.
La commune fait partie de la communauté de communes Pays d'Opale qui regroupe 23 communes et compte 25 186 habitants en 2021.
Village ancien, son histoire est longtemps marquée par la guerre de Cent Ans et l'occupation anglaise de Calais, très proche. Son nom est alors simplement « Campagne », jusqu'en 1790 où les réformes de la Révolution l'incorporent au canton de Guînes et lui donnent son nom actuel.
Le territoire de la commune est situé dans le parc naturel régional des Caps et Marais d'Opale.

## Géographie

### Localisation
Localisée dans le nord du département du Pas-de-Calais, Campagne-lès-Guines est une commune périurbaine du Calaisis, située entre les forêts de Guînes et d’Andres, à vol d'oiseau, à 12 kilomètres au sud de Calais (chef-lieu d'arrondissement et aire d'attraction) et du littoral de la Manche, à 25 kilomètres au nord-est de Boulogne-sur-Mer et à 28 kilomètres au nord-ouest de Saint-Omer.
Le territoire de la commune est limitrophe de ceux de cinq communes.
Les communes limitrophes sont Andres, Rodelinghem, Balinghem, Bouquehault et Guînes.

### Géologie et relief
La superficie de la commune est de 5,72 km2 ; son altitude varie de 21  à   160 mètres.

### Hydrographie
Le territoire de la commune est situé dans le bassin Artois-Picardie.
C'est dans la commune que le ruisseau d'Andres, cours d'eau naturel de 5,7 km, prend sa source et se jette dans le canal du haut banc et ruisseau d'Ardres, appelé aussi la rivière Neuve, au niveau de la commune des Attaques.

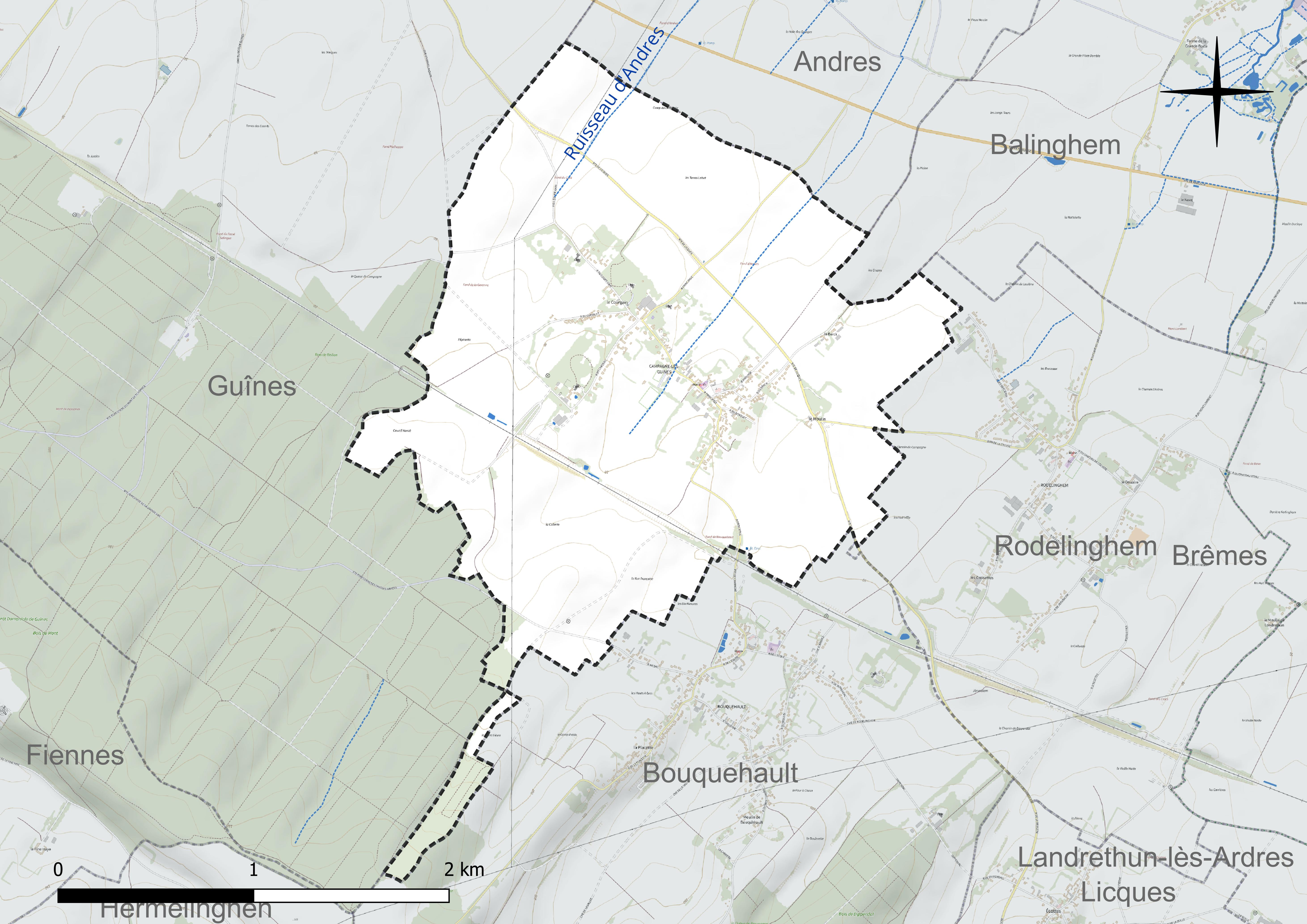
Réseau hydrographique de Campagne-lès-Guines.

### Climat
Pour des articles plus généraux, voir Climat des Hauts-de-France et Climat du Nord-Pas-de-Calais.
En 2010, le climat de la commune est de type climat océanique franc, selon une étude du CNRS s'appuyant sur une série de données couvrant la période 1971-2000. En 2020, Météo-France publie une typologie des climats de la France métropolitaine dans laquelle la commune est exposée à un climat océanique et est dans la région climatique Côtes de la Manche orientale, caractérisée par un faible ensoleillement (1 550 h/an) ; forte humidité de l’air (plus de 20 h/jour avec humidité relative > 80 % en hiver), vents forts fréquents.
Pour la période 1971-2000, la température annuelle moyenne est de 10,5 °C, avec une amplitude thermique annuelle de 12,7 °C. Le cumul annuel moyen de précipitations est de 889 mm, avec 12 jours de précipitations en janvier et 8,2 jours en juillet. Pour la période 1991-2020, la température moyenne annuelle observée sur la station météorologique la plus proche, située sur la commune de Licques à 6 km à vol d'oiseau, est de 10,5 °C et le cumul annuel moyen de précipitations est de 1 138,1 mm,. Pour l'avenir, les paramètres climatiques de la commune estimés pour 2050 selon différents scénarios d'émission de gaz à effet de serre sont consultables sur un site dédié publié par Météo-France en novembre 2022.

### Paysages
Pour un article plus général, voir Paysage en France.
La commune s'inscrit dans les « paysages des coteaux calaisiens et du pays de Licques » tels qu'ils sont définis dans l'atlas de paysages de la région Nord-Pas-de-Calais, conçu par la direction régionale de l'Environnement, de l'Aménagement et du Logement (DREAL),.
Ces « paysages des coteaux calaisiens et du pays de Licques » concernent 56 communes du Pas-de-Calais. Ces paysages s'étendent sur environ 30 km de long (est-ouest) et 15 km de large (nord-sud) et présentent deux sous-ensembles : les coteaux calaisiens au nord et le pays de Licques au sud. Les altitudes de ces paysages varient de 206 m dans le Pays de Licques, à 120 m dans l’ouest des coteaux Calaisiens, près de Guînes, et à 10 m dans l'est, près d'Audruicq.
Ces paysages recouvrent trois entités écopaysagères : les collines guînoises qui constituent le rebord septentrional de l'Artois, l'entité de Bredenarde qui appartient à la plaine maritime flamande, et la cuvette de Licques. Ils sont constitués de 59,70 % de cultures, de 17,30 % de forêts, de 15,11 % de prairies naturelles, permanentes, de 7,45 % d'espaces artificialisés, avec les quatre principales communes que sont Audruicq, Ardres, Guînes et Licques, de 0,27 % d'industries, et de 0,18 % de cours d'eau et plan d'eau.
Les éléments structurants de ces paysages sont la LGV Nord et l'A26, la rivière la Hem qui coule du sud vers le nord-est, les escarpements sur les coteaux du Calaisis et autour du pays de Licques et, d'ouest en est, les différents boisements comme la forêt de Guînes, le bois de l'Abbaye, la forêt de Tournehem et une partie de la forêt d'Éperlecques.

### Milieux naturels et biodiversité

#### Espace protégé
La protection réglementaire est le mode d’intervention le plus fort pour préserver des espaces naturels remarquables et leur biodiversité associée.
Dans ce cadre, la commune fait partie d'un espace protégé : le parc naturel régional des Caps et Marais d'Opale, d’une superficie de 132 499 ha réparties sur 154 communes, géré par le syndicat mixte d'aménagement et de gestion du parc naturel régional des Caps et Marais d'Opale.

#### Zones naturelles d'intérêt écologique, faunistique et floristique
L’inventaire des zones naturelles d'intérêt écologique, faunistique et floristique (ZNIEFF) a pour objectif de réaliser une couverture des zones les plus intéressantes sur le plan écologique, essentiellement dans la perspective d’améliorer la connaissance du patrimoine naturel national et de fournir aux différents décideurs un outil d’aide à la prise en compte de l’environnement dans l’aménagement du territoire.
Le territoire communal comprend une ZNIEFF de type 1 : la forêt domaniale de Guînes et ses lisières. Cette ZNIEFF est située sur les marges des collines de l'Artois dont elle marque le rebord septentrional, en limite de la plaine maritime flamande.
et une ZNIEFF de type 2 : la boutonnière de pays de Licques. Cette ZNIEFF, de 17 830 ha, s'étend sur 43 communes.

Carte des ZNIEFF de type 1 et 2 sur la commune
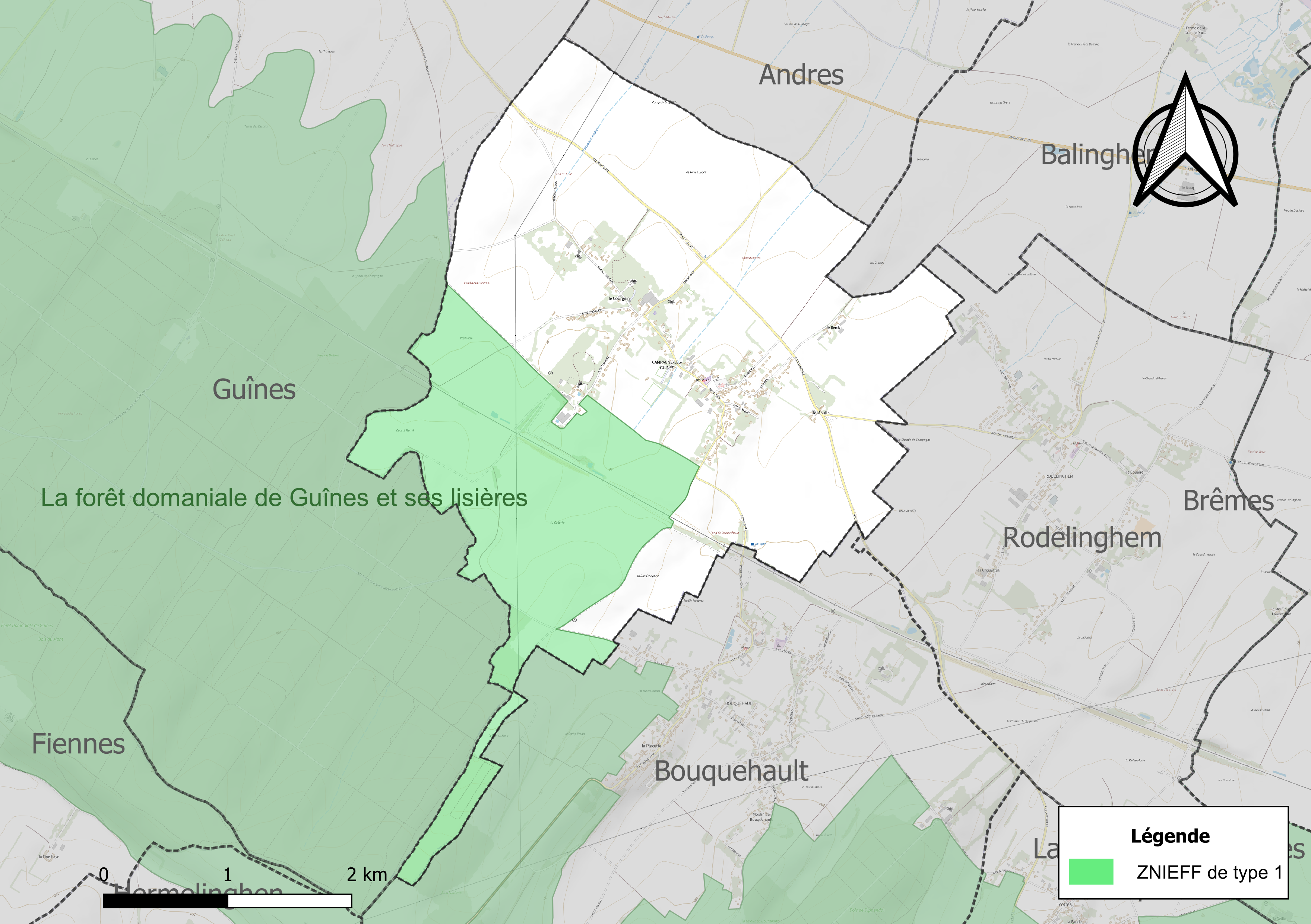
Carte de la ZNIEFF de type 1 sur la commune.
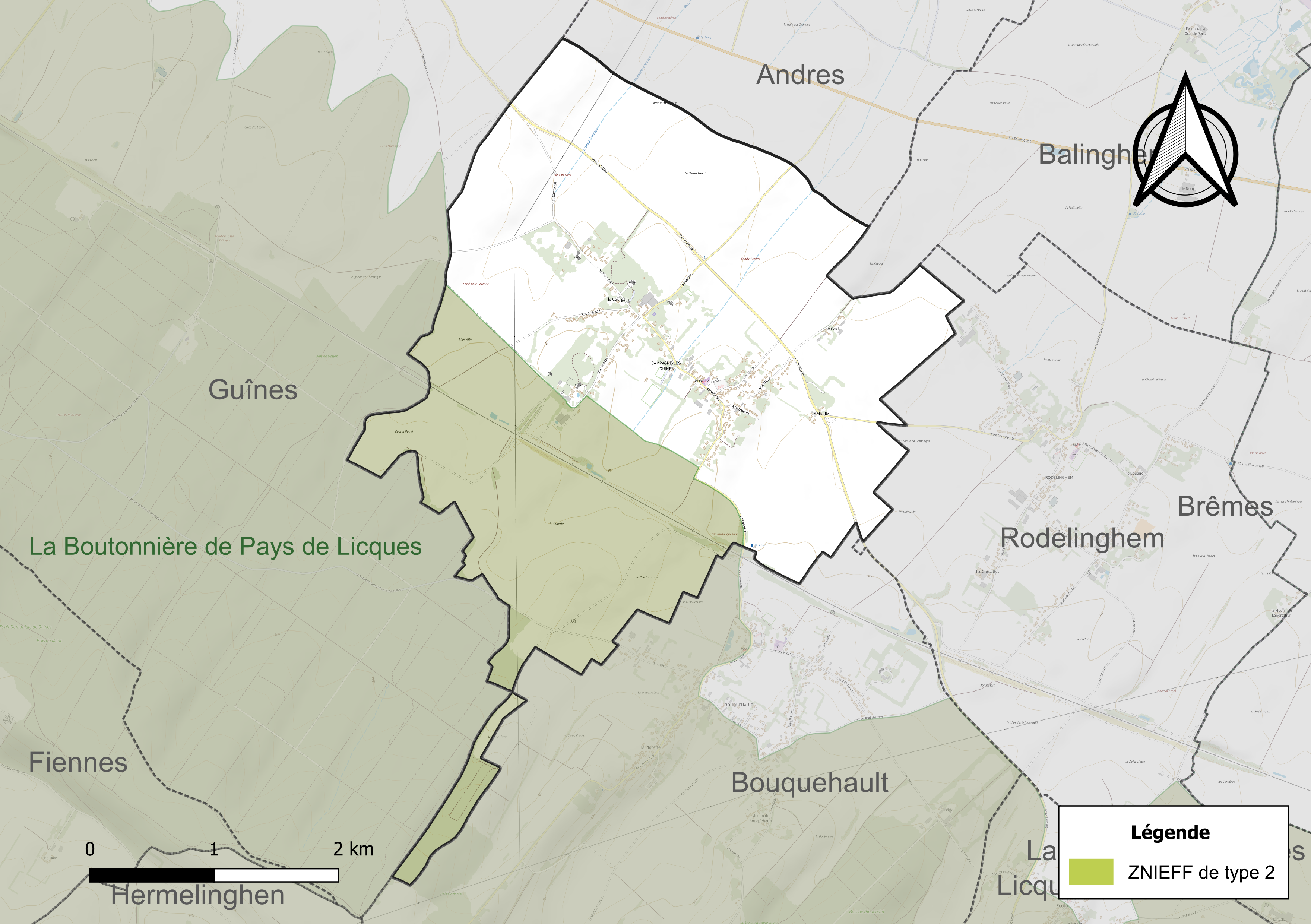
Carte de la ZNIEFF de type 2 sur la commune.

## Urbanisme

### Typologie
Au 1er janvier 2024, Campagne-lès-Guines est catégorisée commune rurale à habitat dispersé, selon la nouvelle grille communale de densité à sept niveaux définie par l'Insee en 2022.
Elle est située hors unité urbaine. Par ailleurs la commune fait partie de l'aire d'attraction de Calais, dont elle est une commune de la couronne,. Cette aire, qui regroupe 45 communes, est catégorisée dans les aires de 50 000 à moins de 200 000 habitants,.

### Occupation des sols
L'occupation des sols de la commune, telle qu'elle ressort de la base de données européenne d’occupation biophysique des sols Corine Land Cover (CLC), est marquée par l'importance des territoires agricoles (89,5 % en 2018), en diminution par rapport à 1990 (92,2 %). La répartition détaillée en 2018 est la suivante : 
terres arables (89,5 %), zones urbanisées (7,7 %), forêts (2,9 %). L'évolution de l’occupation des sols de la commune et de ses infrastructures peut être observée sur les différentes représentations cartographiques du territoire : la carte de Cassini (XVIIIe siècle), la carte d'état-major (1820-1866) et les cartes ou photos aériennes de l'IGN pour la période actuelle (1950 à aujourd'hui).

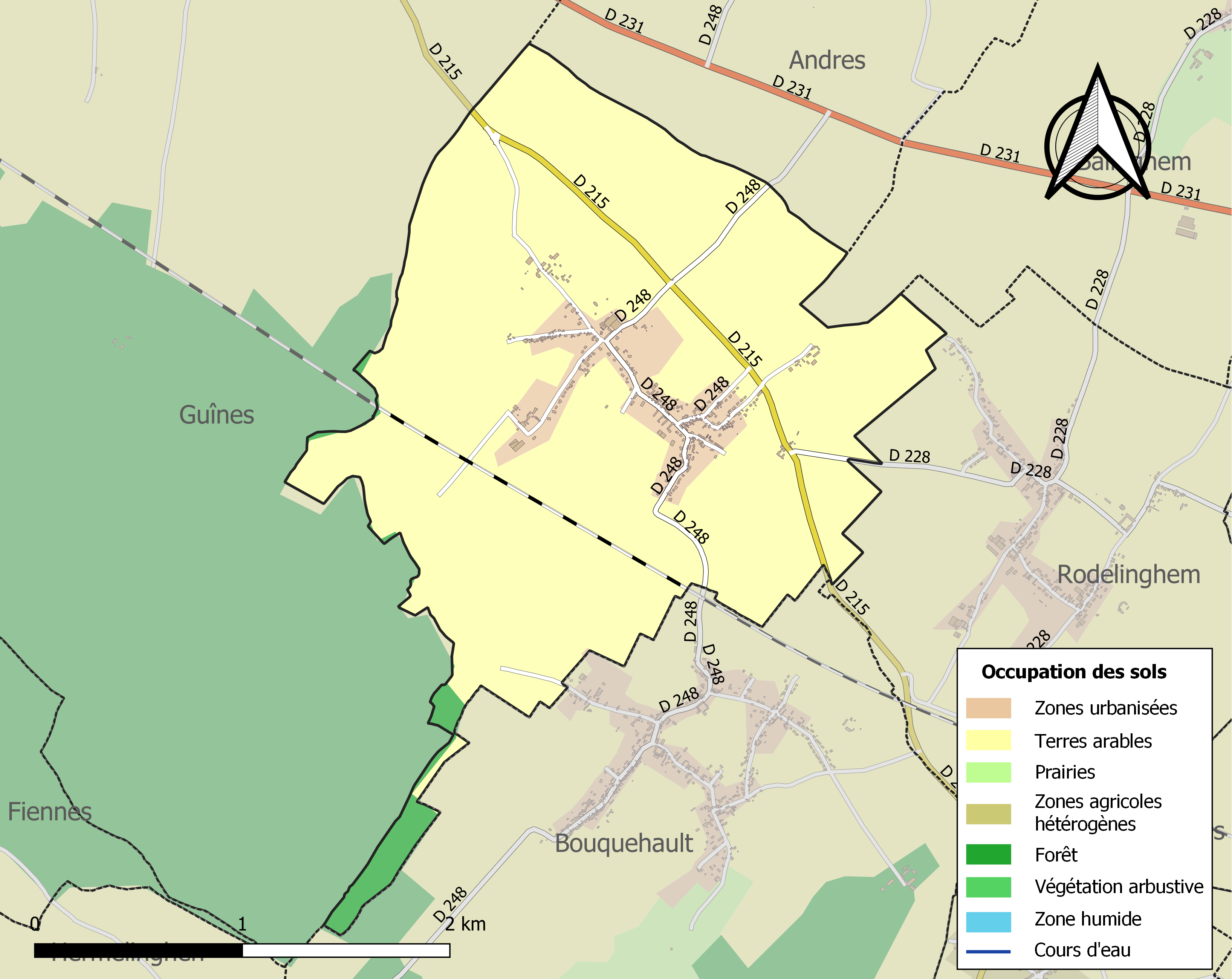
Carte des infrastructures et de l'occupation des sols de la commune en 2018 (CLC).

### Habitat et logement
En 2018, le nombre total de logements dans la commune était de 188, alors qu'il était de 180 en 2013 et de 179 en 2008.
Parmi ces logements, 89,3 % étaient des résidences principales, 3,2 % des résidences secondaires et 7,5 % des logements vacants. Ces logements étaient pour 100 % d'entre eux des maisons individuelles et pour 0 % des appartements.
Le tableau ci-dessous présente la typologie des logements à Campagne-lès-Guines en 2018 en comparaison avec celle du Pas-de-Calais et de la France entière. Une caractéristique marquante du parc de logements est ainsi une proportion de résidences secondaires et logements occasionnels (3,2 %) inférieure à celle du département (6,4 %) mais supérieure à celle de la France entière (9,7 %). Concernant le statut d'occupation de ces logements, 82,1 % des habitants de la commune sont propriétaires de leur logement (80,1 % en 2013), contre 57,8 % pour le Pas-de-Calais et 57,5 pour la France entière.
| Typologie                                               | Campagne-lès-Guines | Pas-de-Calais | France entière |
| ------------------------------------------------------- | ------------------- | ------------- | -------------- |
| Résidences principales (en %)                           | 89,3                | 86            | 82,1           |
| Résidences secondaires et logements occasionnels (en %) | 3,2                 | 6,4           | 9,7            |
| Logements vacants (en %)                                | 7,5                 | 7,6           | 8,2            |

## Toponymie

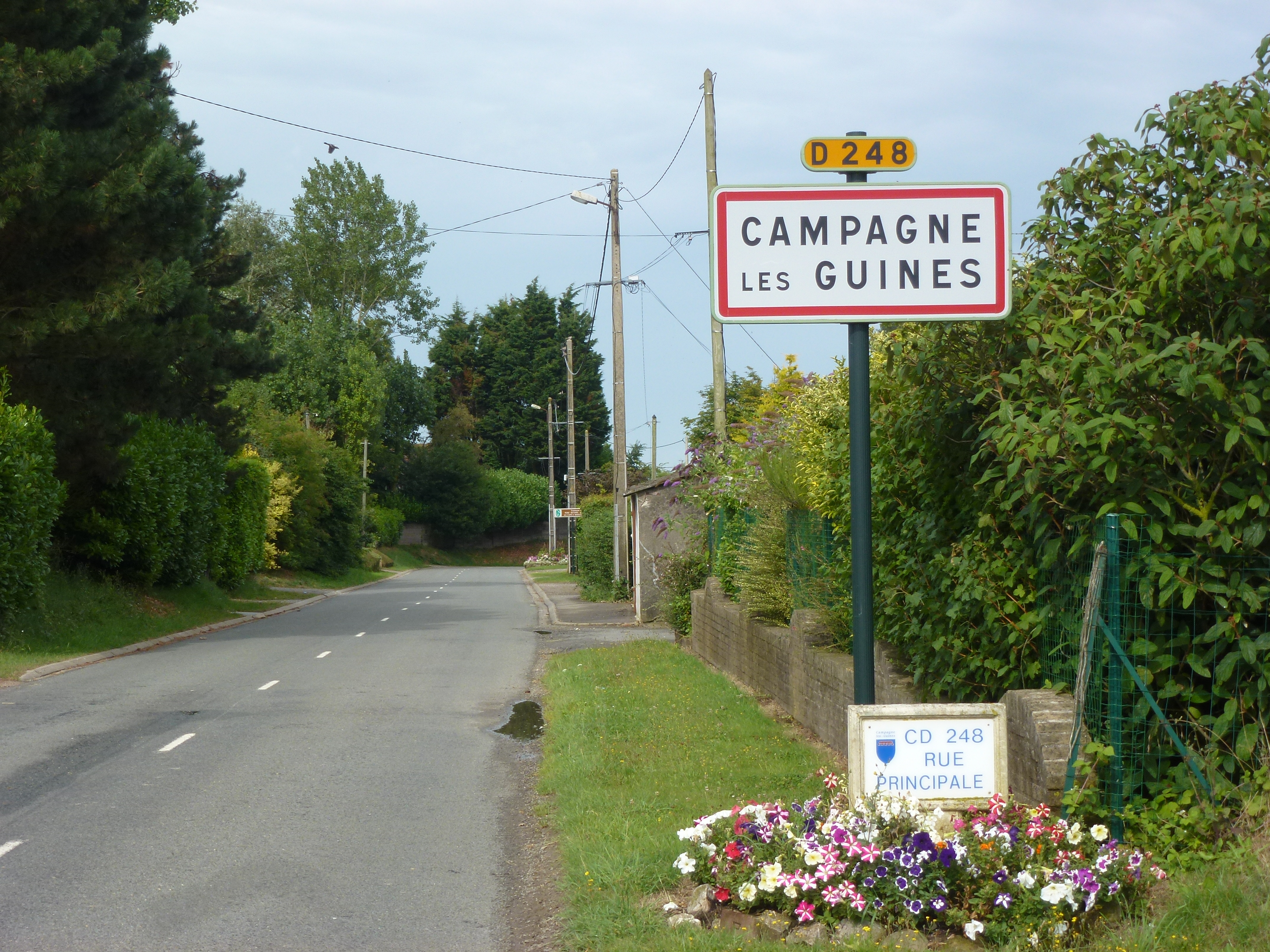
Panneau d'entrée de la commune.

Le nom de la localité est attesté sous les formes Campaniæ, Campaignes et Campanies (1084), Campaneis (1122), Campaniis (1124), Campin (1145), Campaynes (1157), Campenes (XIIe siècle), Campainnes (1210), Campania (XIIIe siècle), Campines juxta Anders (1340), Campaingnes emprès Ghisnes (1422), Campaignes-emprez-le Bercq (1480), Campagnes juxta Guisnes (XVe siècle), Campen (1546), Campe et Camp (1556), Champagne (1583).
Campagne vient du mot latin campus, « plaine, plaine cultivée, champs », du bas-latin campania « vaste plaine » ; lès-Guines, car ces plaines sont situées près de Guînes, (lès signifiant « près de »). En français, la préposition « lès » signifie « près de ». D'usage vieilli, elle n'est guère plus rencontrée que dans les toponymes, plus particulièrement ceux de localités.

## Histoire
Campagne, petit village d'Artois situé près de Guînes, semble avoir une existence très ancienne. Au Moyen Âge on le désignait sous le nom de Campanies et, aux XIVe et XVe siècles, les Anglais le nommèrent  Camp, jusqu'à la prise de Calais, en juillet 1347.
Campanies était l'une des douze pairies du comté de Guînes, alors appelé Ghysnes. Ces pairies avaient été créées en 928 par le comte Sifried, prince danois, dernier envahisseur normand en cette région, mais aussi considéré comme le premier ou un des premiers comtes de Guînes.
Lors de la signature en 1360 du traité de Brétigny, le village est délimité en deux parties, l'une anglaise, l'autre française, ce qui justifie les noms donnés à deux rues de Campagne : Rue Française (appelée de nos jours Rue Principale) et Rue Anglaise.
Au début du XXe siècle, Campagne est un village essentiellement rural disposant d'un riche patrimoine architectural avec ses sept châteaux et manoirs.

## Politique et administration

### Rattachements administratifs et électoraux

#### Rattachements administratifs
La commune se trouve depuis 1962 dans l'arrondissement de Calais du département du Pas-de-Calais.
Elle faisait partie depuis 1793 du canton de Guînes. Dans le cadre du redécoupage cantonal de 2014 en France, cette circonscription administrative territoriale a disparu, et le canton n'est plus qu'une circonscription électorale.

#### Rattachements électoraux
Pour les élections départementales, la commune fait partie depuis 2014 du canton de Calais-2
Pour l'élection des députés, elle fait partie de la sixième circonscription du Pas-de-Calais.

### Intercommunalité
Campagne-lès-Guines  était membre de la communauté de communes des Trois Pays, un établissement public de coopération intercommunale (EPCI) à fiscalité propre créé fin 1996  et auquel la commune avait transféré un certain nombre de ses compétences, dans les conditions déterminées par le code général des collectivités territoriales.
Dans le cadre des dispositions de la loi portant nouvelle organisation territoriale de la République du 7 août 2015, qui prévoit que les établissements publics de coopération intercommunale (EPCI) à fiscalité propre doivent avoir un minimum de 15 000 habitants, cette intercommunalité a fusionné avec sa voisine pour former, le 1er janvier 2017, la communauté de communes Pays d'Opale dont est désormais membre la commune.

### Liste des maires
| Période                                  | Période                      | Identité                | Étiquette | Qualité                                                                                       |
| ---------------------------------------- | ---------------------------- | ----------------------- | --------- | --------------------------------------------------------------------------------------------- |
| Les données manquantes sont à compléter. |                              |                         |           |                                                                                               |
| 1793                                     |                              | Sulpice Berly           |           | 1er Maire                                                                                     |
| 1829                                     |                              | Jean-Baptiste Duchateau |           |                                                                                               |
| Les données manquantes sont à compléter. |                              |                         |           |                                                                                               |
| avant 1981                               |                              | Louis Duchâteau         |           |                                                                                               |
| Les données manquantes sont à compléter. |                              |                         |           |                                                                                               |
| 2001                                     | 2008                         | Philippe Demilly        |           | Retraité de la Sécurité Sociale de Calai                                                      |
| mai 2008                                 | En cours (au 4 février 2022) | Bruno Demilly           |           | Ancien employé Vice-président de la CC Pays d'Opale (2017 → ) Réélu pour le mandat 2020-2026, |

## Population et société

### Démographie
Les habitants de la commune sont appelés les Campagnards.

#### Évolution démographique
L'évolution du nombre d'habitants est connue à travers les recensements de la population effectués dans la commune depuis 1793. Pour les communes de moins de 10 000 habitants, une enquête de recensement portant sur toute la population est réalisée tous les cinq ans, les populations de référence des années intermédiaires étant quant à elles estimées par interpolation ou extrapolation. Pour la commune, le premier recensement exhaustif entrant dans le cadre du nouveau dispositif a été réalisé en 2006.

En 2022, la commune comptait 414 habitants, en évolution de −7,17 % par rapport à 2016 (Pas-de-Calais : −0,72 %, France hors Mayotte : +2,11 %).
| 1793 | 1800 | 1806 | 1821 | 1831 | 1836 | 1841 | 1846 | 1851 |
| ---- | ---- | ---- | ---- | ---- | ---- | ---- | ---- | ---- |
| 335  | 388  | 392  | 387  | 424  | 435  | 426  | 374  | 399  |

| 1856 | 1861 | 1866 | 1872 | 1876 | 1881 | 1886 | 1891 | 1896 |
| ---- | ---- | ---- | ---- | ---- | ---- | ---- | ---- | ---- |
| 414  | 420  | 408  | 411  | 388  | 377  | 403  | 407  | 409  |

| 1901 | 1906 | 1911 | 1921 | 1926 | 1931 | 1936 | 1946 | 1954 |
| ---- | ---- | ---- | ---- | ---- | ---- | ---- | ---- | ---- |
| 405  | 350  | 350  | 329  | 325  | 362  | 350  | 388  | 347  |

| 1962 | 1968 | 1975 | 1982 | 1990 | 1999 | 2006 | 2011 | 2016 |
| ---- | ---- | ---- | ---- | ---- | ---- | ---- | ---- | ---- |
| 336  | 295  | 296  | 370  | 406  | 452  | 454  | 447  | 446  |

| 2021 | 2022 | - | - | - | - | - | - | - |
| ---- | ---- | - | - | - | - | - | - | - |
| 426  | 414  | - | - | - | - | - | - | - |

#### Pyramide des âges
En 2018, le taux de personnes d'un âge inférieur à 30 ans s'élève à 35,5 %, soit en dessous de la moyenne départementale (36,7 %). À l'inverse, le taux de personnes d'âge supérieur à 60 ans est de 20,5 % la même année, alors qu'il est de 24,9 % au niveau départemental.
En 2018, la commune comptait 220 hommes pour 227 femmes, soit un taux de 50,78 % de femmes, légèrement inférieur au taux départemental (51,5 %).
Les pyramides des âges de la commune et du département s'établissent comme suit.
| Hommes | Classe d’âge | Femmes |
| ------ | ------------ | ------ |
| 0,5    | 90 ou +      | 2,2    |
| 4,1    | 75-89 ans    | 9,4    |
| 12,4   | 60-74 ans    | 12,5   |
| 28,7   | 45-59 ans    | 27,0   |
| 16,3   | 30-44 ans    | 15,8   |
| 15,4   | 15-29 ans    | 18,1   |
| 22,6   | 0-14 ans     | 15,0   |

| Hommes | Classe d’âge | Femmes |
| ------ | ------------ | ------ |
| 0,5    | 90 ou +      | 1,6    |
| 5,6    | 75-89 ans    | 8,9    |
| 16,7   | 60-74 ans    | 18,1   |
| 20,2   | 45-59 ans    | 19,2   |
| 18,9   | 30-44 ans    | 18,1   |
| 18,2   | 15-29 ans    | 16,2   |
| 19,9   | 0-14 ans     | 17,9   |

### Associations
Campagne-lès-Guines compte quelques associations[réf. nécessaire] :
- L'association des fêtes.
- Le football club qui compte environ 175 licenciés.
- Le club de ping-pong compte 36 engagés. Ce club est présidé par M. Gilliot.
- L'association "Les Amis de Saint Martin".
- Le parcours aventure (ou accrobranche) dans les arbres.

## Culture locale et patrimoine

### Lieux et monuments
- L'église Saint-Martin : 
Cette église est la troisième que le village ait connue. La première fut détruite en 1544 par les troupes d'Henri II, puis une seconde fut érigée après la Guerre de Cent Ans au centre du cimetière. Après plus de deux siècles, la seconde église se trouvant dans un état de délabrement extrême, la municipalité décida la construction de l'actuelle église Saint-Martin, qui fut ouverte au culte en 1873. Sa cloche, mise en service la même année, se nomme Louise Adélaïde Alix Charlotte Marie Sophie Élise.
Le coq surmontant le clocher fut remplacé en 1970, celui-ci avait servi de cible d'entrainement aux soldats allemands durant la Seconde Guerre mondiale.
- Le monument aux morts[36].
- Le château de la Futaie.
- La villa des Glycines.
- Le château du Val Doré.
- Sauveterre.
- Villa « Les Fougères ».
- Le château de la Garenne.
- Villa Beaugrand.
- Un sentier de randonnée PR traverse le village et permet d'accéder au GR 128/GRP du tour du Boulonnais.

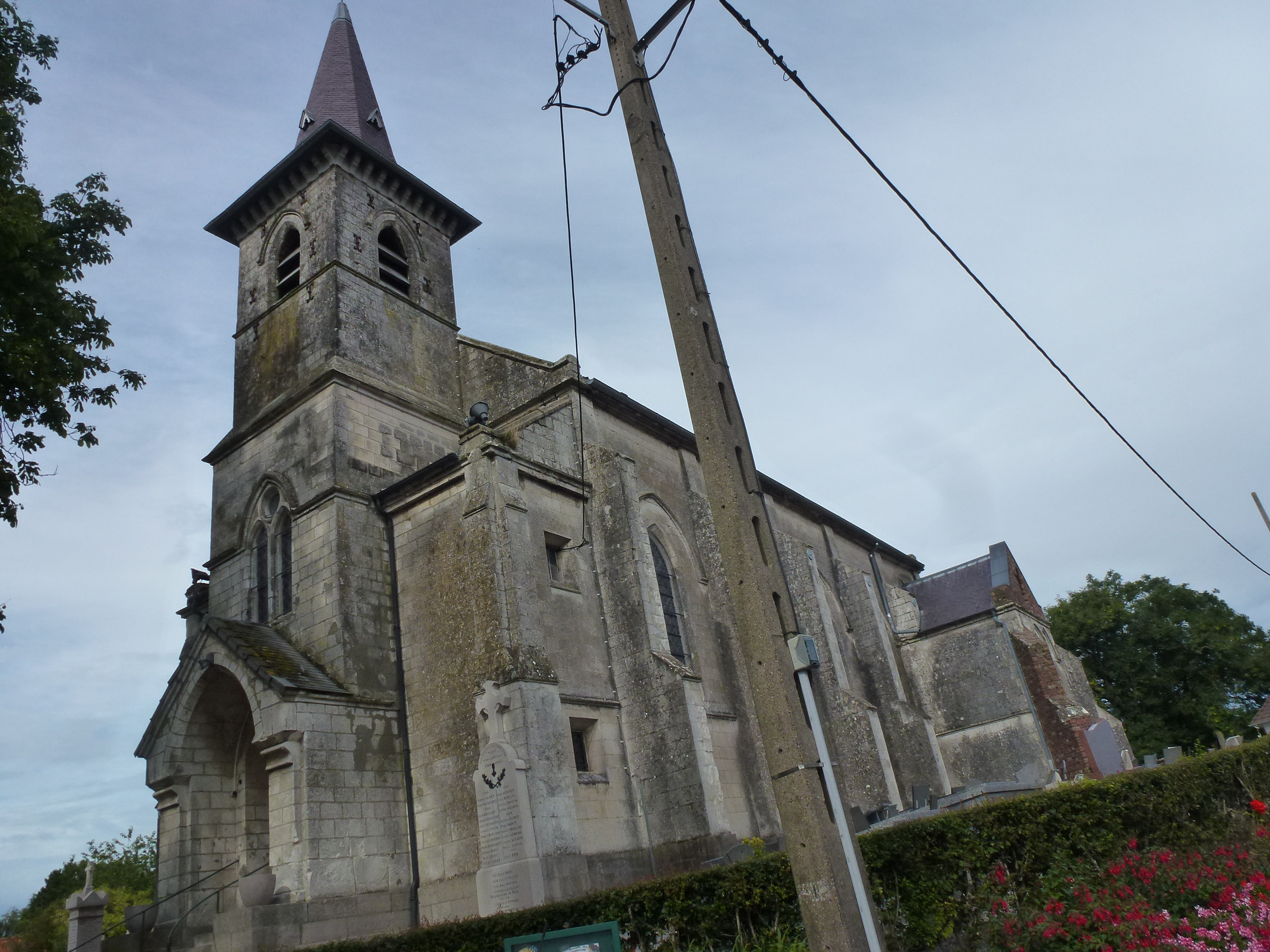
L'Église Saint-Martin.
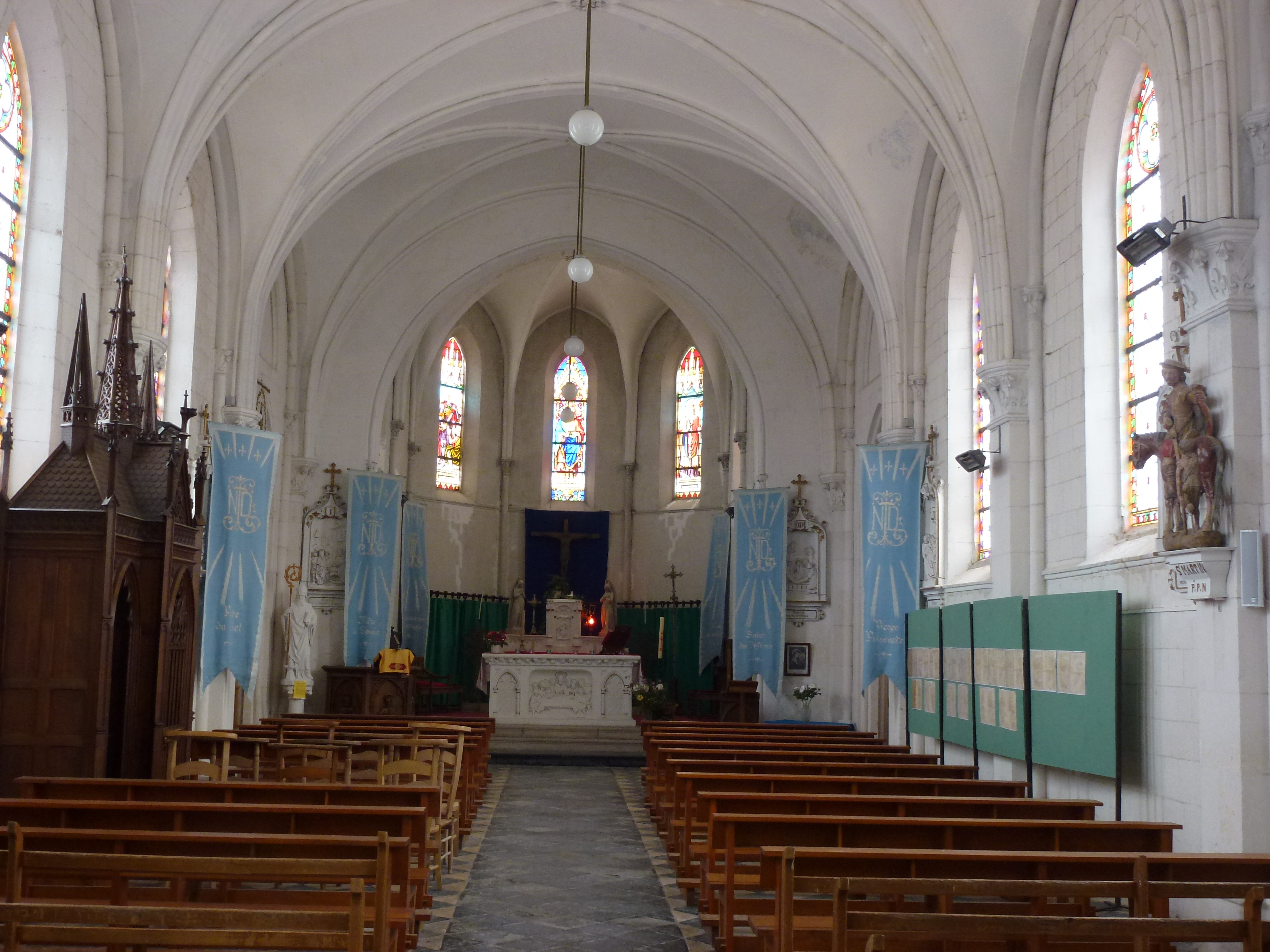
L'intérieur de l'église.
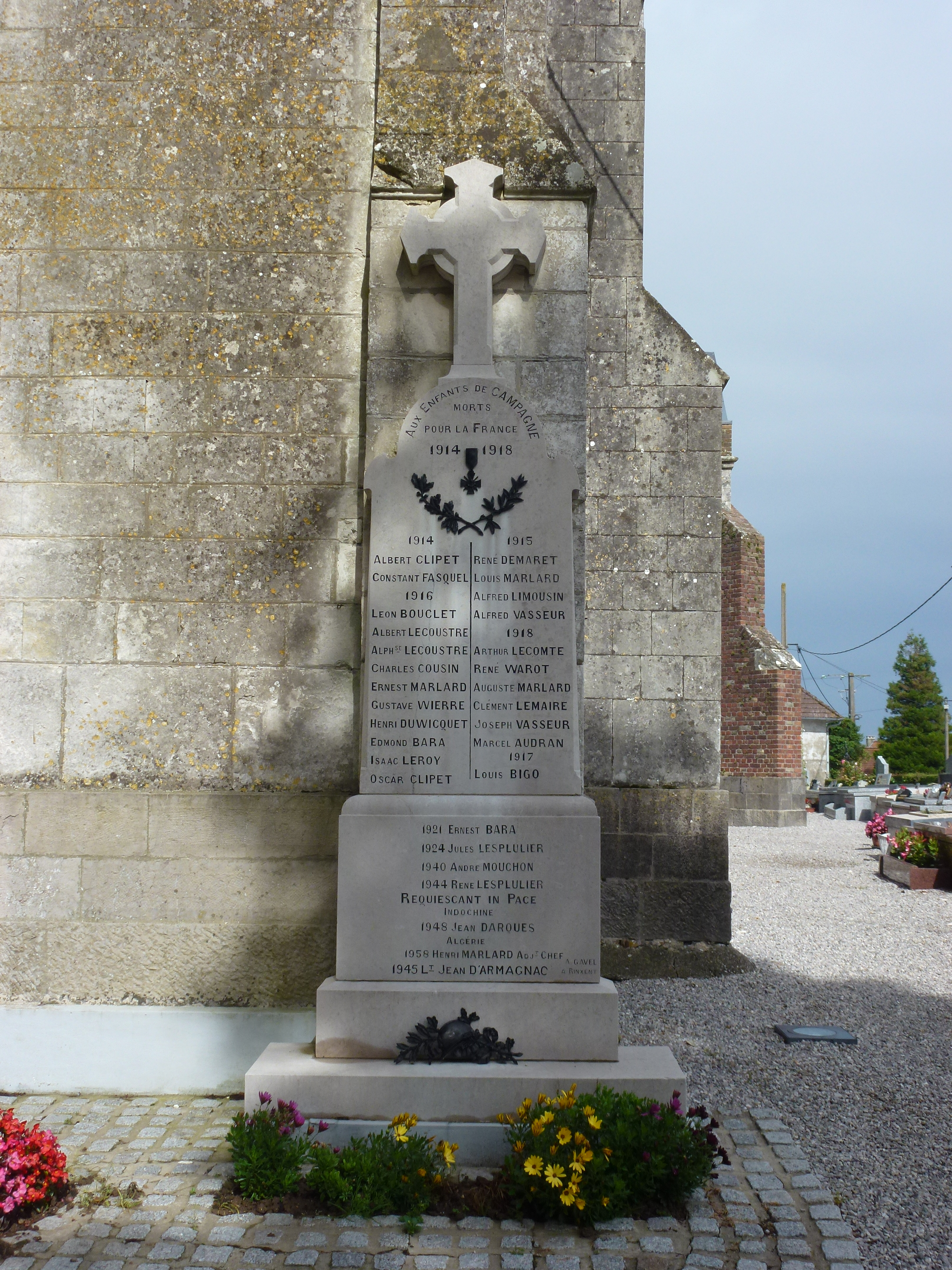
Le Monument aux Morts.

### Personnalités liées à la commune
Le nom de certains seigneurs de Campagne nous est parvenu :
- Heremar de Campaignes est présent vers 1084 à l'inhumation d'Adèle, épouse de Baudouin Ier de Guînes dans l'abbaye Saint-Médard d'Andres[37].
- Geoffroy de Campaignes et Henry Ier son frère sont témoins de chartes passées en 1120 par Manassès Ier de Guînes en faveur de l'abbaye Saint-Léonard de Guînes[38]. Henry Ier est retrouvé en 1127 dans une charte du même Manassès en faveur de l'abbaye de Saint-Bertin[39].
- Baudouin de Campagne et Henry II de Campagne, son frère, sont témoins entre 1151 et 1160 de chartes passées par Arnould Ier de Guînes en faveur de l'abbaye de Clairmarais[40]. Après 1160, on retrouve Baudouin de Campagne qui est devenu seigneur d'Hames et Henry II qui est devenu seigneur d'Andres. Henry II épouse Adelis de Conteuille[41].
Baudouin avait fait une belle alliance en épousant Adelis, sœur d'Enguerrand de Fiennes et était en cour auprès du comte de Flandres Philippe d'Alsace. Il eut donc l'audace de provoquer le retrait de Pierre, abbé d'Andres, en Poitou auprès de l'abbaye mère de celle d'Andres. Il fallut toute la persuasion d'Arnould Ier de Guînes pour négocier le retour de Pierre ce qui eut lieu quelque temps plus tard[42].
- Sous le comte de Guînes, Baudouin II de Guînes, Baudouin de Campagne est témoin d'une charte donnée par le dit comte Baudouin en faveur de l'abbaye d'Andres, vers 1170[43]. À la même époque, Baudouin de Campagne et Eustache son fils sont présents à une cour plénière et solennelle tenue à Guînes par Baudouin II, et il fait partie des plèges (cautions) avec d'autres seigneurs, de la dîme qu'Adolphe d'Alès engagea à Pierre, abbé d'Andres, moyennant un prix de 85 marcs d'argent. Baudouin II de Guînes tient cette assemblée en tant que protecteur et avoué de l'abbaye d'Andres, le jour où Henry II de Campagnes devait combattre à Guînes contre le champion de Baudouin de Campagnes son frère[44].
- Henry II ayant laissé en mourant un fils en bas âge nommé Henry III et deux filles, Adelis et Aliénor, son frère Baudouin en prit la tutelle contre la volonté de leur mère Adelis de Conteuille[42]. Adelis de Campagne va épouser Raoul ou Rodolphe de Fiennes, fils d'Eustache II de Fiennes, et frère d'Enguerrand de Fiennes[41].

### Héraldique
| Blason de Campagne-lès-Guines | Blason  | D’azur au lambel de cinq pendants cousu de gueules* en chef. |
| Blason de Campagne-lès-Guines | Détails | * Ces armes emploient le terme « cousu » dans le seul but de contrevenir à la règle de contrariété des couleurs : elles sont fautives. Adopté par la municipalité. |

## Pour approfondir